# Giuseppe Cannata
(Nilde Iotti presidente della Camera)
Giuseppe Cannata (Messina, 7 maggio 1930 – Taranto, 2 dicembre 1990) è stato un politico italiano.

## Biografia
È stato sindaco di Taranto, senatore della Repubblica, dirigente della federazione tarantina e di quella pugliese del PCI, nonché membro del Comitato Centrale dello stesso partito.
Giuseppe Cannata, è nato a Messina nel 1930, ma ha svolto le tappe più importanti della sua vita in Puglia, a Taranto, dove nel 1947 a 17 anni si iscrisse al Partito Comunista.
Dal 1948 assume incarichi di dirigente della federazione giovanile: segretario provinciale e poi regionale, e componente della direzione nazionale, nel periodo in cui la FGCI era diretta da Enrico Berlinguer.
Dopo l'esperienza nella federazione giovanile comunista, nel 1958 è vicesegretario della federazione provinciale del Pci di Taranto. E dieci anni più tardi, nel 1968, diventa segretario. Sarà alla guida dei comunisti jonici fino agli ultimi mesi del 1975, quando è chiamato a Bari a dirigere la segreteria regionale pugliese. Tale incarico dura fino all'estate del 1976, perché nel luglio di quell'anno è eletto sindaco di Taranto. Ricopre la carica di primo cittadino fino al 1983. La Giunta Cannata realizza i primi asili nido a Taranto, un piano di edilizia scolastica e popolare rivolto in primo luogo a fasce sociali più povere e giovani coppie; dà avvio al risanamento della Città Vecchia e rivendica per un territorio ferito dall'impatto dell'industria in primo luogo siderurgica un nuovo orizzonte di sviluppo chiedendo diversificazione produttiva e ponendo l'attenzione alla questione ambientale.
Nel 1983 si candida e viene eletto senatore nel collegio di Taranto per il PCI (54.946 voti, 39.35%). A Palazzo Madama Cannata diventa componente del direttivo del Gruppo Comunista, è eletto vicepresidente della Commissione finanza e Presidente della Commissione bicamerale per gli interventi nel Mezzogiorno. Successivamente entra nell'ufficio di presidenza dei senatori PCI. Si impegna per il Mezzogiorno, per le autonomie locali e per la legislazione sociale. Le elezioni politiche del 1987 lo vedono riconfermato senatore della Repubblica e viene eletto segretario del gruppo comunista al Senato.
Muore il 2 dicembre 1990 da senatore in carica, all'età di 60 anni; a sostituirlo è il collega Giovanni Pellegrino.